# Anyphops silvicolellus
Anyphops silvicolellus är en spindelart som först beskrevs av Embrik Strand 1913.  Anyphops silvicolellus ingår i släktet Anyphops och familjen Selenopidae. Inga underarter finns listade i Catalogue of Life.